# Tadao Beppu
Tadao Beppu (* 26. März 1919 in Kīhei, Hawaii-Territorium; † 22. Juli 1993 in Honolulu, Hawaii) war ein US-amerikanischer Politiker (Demokratische Partei). Von 1968 bis 1974 war er Präsident (Speaker) des Repräsentantenhauses von Hawaii.

## Werdegang
Tadao Beppu wurde als Kind der japanischen Immigranten Tora und Teizo Beppu auf der Insel Maui geboren. Ab 1936 besuchte er auf Oʻahu die University of Hawaiʻi, an der er 1940 seinen Abschluss machte. Anschließend war er zunächst als Hafenarbeiter in Honolulu beschäftigt, ehe er sich nach dem Eintritt der Vereinigten Staaten in den Zweiten Weltkrieg dem Army Corps of Engineers anschloss. 1943 trat er der US Army bei und diente im 442. Infanterieregiment, das fast ausschließlich aus japanischen Amerikanern bestand. Nach einer Verwundung verbrachte er ein Jahr in einem französischen Krankenhaus. Für seinen Einsatz wurde er mit dem Purple Heart ausgezeichnet.
Mit Hilfe der G. I. Bill begann er nach seiner Genesung ein Studium an der School of Business der Northwestern University in Chicago. Anschließend kehrte er nach Hawaii zurück und wurde als Politiker in der Demokratischen Partei aktiv. Zunächst arbeitete er als Assistent für den späteren US-Senator Daniel Inouye, zu diesem Zeitpunkt demokratischer Mehrheitsführer im territorialen Repräsentantenhaus. In dieses wurde Beppu dann 1958 selbst gewählt; auch nach dem Beitritt Hawaiis als 50. Bundesstaat zur Union im Jahr 1960 verblieb er in dieser Parlamentskammer. 1968 wurde er als Nachfolger von Elmer Cravalho der Speaker des Repräsentantenhauses. Diese Funktion hatte er bis zu seinem Abschied aus der State Legislature 1974 inne. Der Vorsitz der Kammer fiel an James H. Wakatsuki.
Drei Jahre später wurde Beppu zum stellvertretenden Direktor der Gesundheitsbehörde von Hawaii ernannt. 1980 ging er in den Ruhestand. Er starb am 22. Juli 1993 in der Staatshauptstadt Honolulu und wurde auf dem dortigen National Memorial Cemetery of the Pacific beigesetzt.